# 1902
Het jaar 1902 is een jaartal volgens de christelijke jaartelling.

## Gebeurtenissen
januari
- 18 - In Zuid-Afrika wordt Boerengeneraal Gideon Scheepers door de Britten geëxecuteerd.
- 30 - Anglo-Japanse Alliantie.

februari
- 25 - Hubert Booth demonstreert in Londen de eerste elektrisch aangedreven stofzuiger.

maart
- 9 - De Boheemse componist en dirigent Gustav Mahler trouwt met de veel jongere Alma Schindler.
- 6 - Voetbalclub Real Madrid wordt opgericht.
- 13 - Voor het eerst wordt een weg met asfalt bestreken. Dat gebeurt in Monte-Carlo. Uitvinder van dat asfalt is de Zwitserse dokter Ernest Guglielminetti.

april
- 2 - Maastrichtse Voetbal Vereniging opgericht.
- 13 - De stoomwagenbouwer Léon Serpollet brengt het Wereldsnelheidsrecord op land op ruim 120 km/h.
- 18 - Het voorstel tot invoering van algemeen kiesrecht van de socialist Emile Vandervelde wordt in Brussel afgewezen. In de "bloednacht van Leuven vallen "zes doden bij een massaal arbeidersprotest.
- 19 - De pogrom van Chisinau. Deze pogrom is van hogerhand georganiseerd om te proberen de anti-tsaristische, revolutionaire stemming in het land "in goede banen te leiden".
- 23 - De eerste door de bevolking zelf georganiseerde openbare speeltuin van Nederland gaat open in de Czaar Peterstraat in Amsterdam.

mei
- 4 - De Nederlandse koningin Wilhelmina krijgt ten gevolge van tyfus een miskraam.
- 6 - Het Britse passagiersschip, het stoomschip Camorta, vergaat in een orkaan op weg van Madras naar Rangoon. Alle 739 opvarenden komen om het leven.
- 8 - Op het eiland Martinique in West-Indië stroomt onverwacht gloeiend hete lava over de hellingen van de Mont Pelée naar beneden. Ten gevolge van die uitbarsting verliezen zo'n 30.000 mensen het leven en wordt de voornaamste stad op het eiland, Saint-Pierre, verwoest.
- 20 - Na ruim drie jaar overgangsbestuur door de Verenigde Staten wordt Cuba onafhankelijk.
- 31 - Vrede van Vereeniging. Einde van de Tweede Boerenoorlog in Zuid-Afrika. De Belgische krant "Het Laatste Nieuws" schrijft, op 29 juni: "...De oorlog is geëindigd, maar de eer, de glorie, de lauwerkrans zijn voor den Boer. De oorlog is geëindigd, maar de schande blijft voor Engeland...".

juni

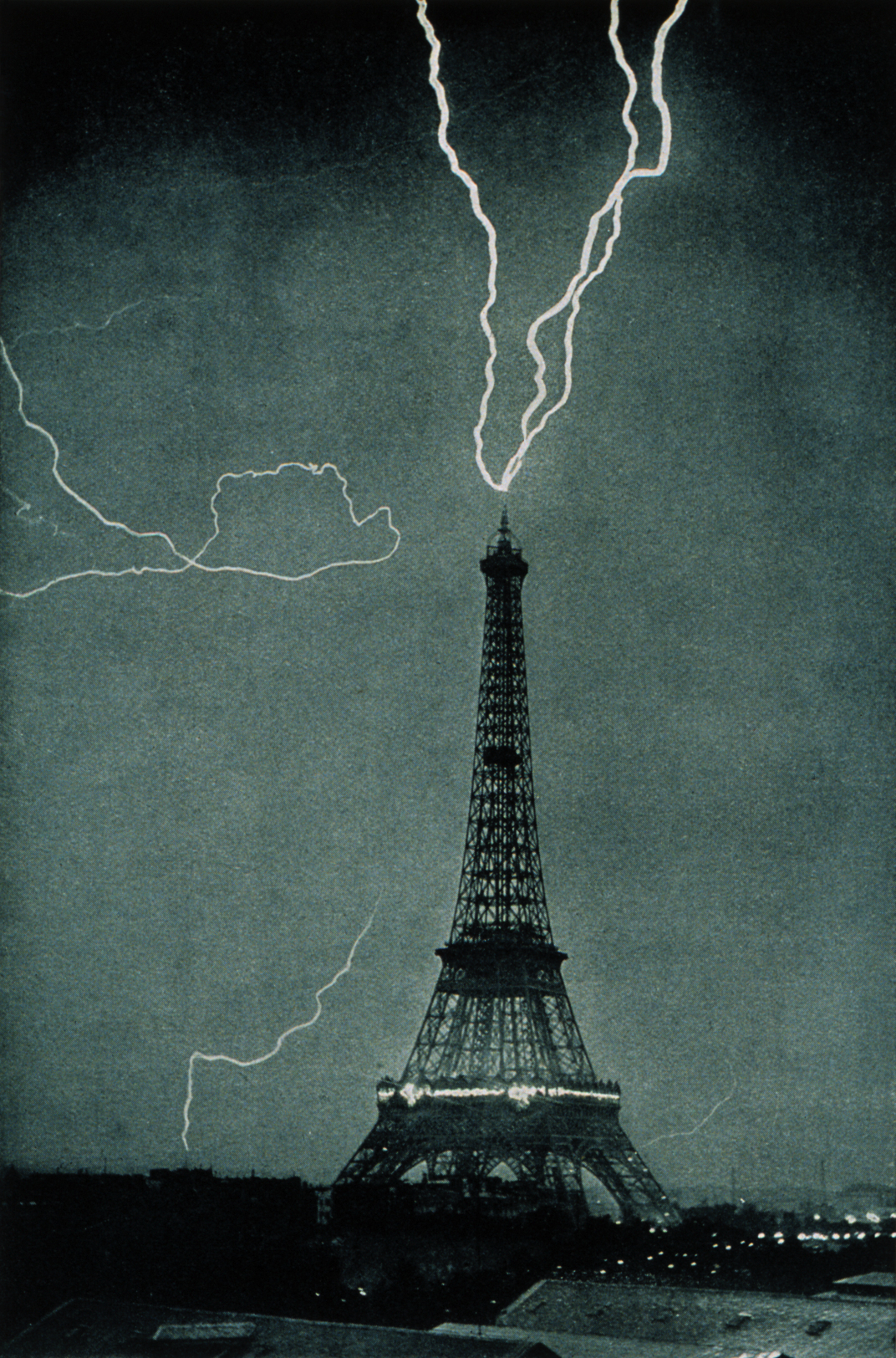
Blikseminslag in de Eiffeltoren op 3. juni 1902 om 9:20 uur.

- 24 - De kroning van de Engelse koning Edward VII, gepland voor 26 juni, wordt onverwacht uitgesteld: de opvolger van Queen Victoria moet worden geopereerd aan een blindedarmontsteking. De kroning zal op 9 augustus, plaatsvinden.

juli
- 10 - In de Amerikaanse staat Virginia wordt een nieuwe grondwet van kracht, die vele hindernissen opwerpt voor het kiesrecht van zwarte en arme blanke burgers.
- 29-30 - Opstand van Mariënburg: De gehate Schotse directeur wordt door de contractarbeiders achtervolgd en omgebracht. De volgende dag worden arrestaties verricht, waarna woedende arbeiders optrekken naar het kantoor. Als vervolgens op de muitende arbeiders het vuur wordt geopend, vallen 24 doden en 32 gewonden.

augustus
- 1 - Oprichting Centrale Gezondheidsraad als onafhankelijk wetenschappelijk adviesorgaan voor regering en parlement.

september
- 2 - De Antwerpse tram start de eerste geëlektrificeerde lijn.
- 29 - Oprichting van Utrechtse cricket- en hockeyclub Kampong.

oktober

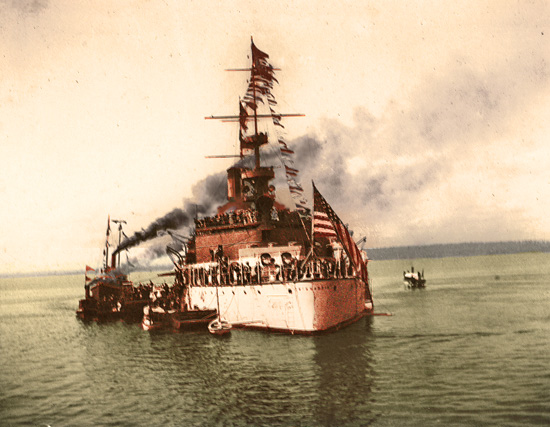
USS Wisconsin

- 1 - Opening van het Flatiron Building in New York.
- 2 - Oprichting van de Koninklijke Java-China-Paketvaart Lijnen, die Nederlands-Indië over zee moeten verbinden met het Verre Oosten.
- 2 - De Valtellina spoorlijn in het bergachtige Lombardije wordt als eerste ter wereld geëlektrificeerd.

november
- 15 - Koning Leopold II wordt te Brussel het slachtoffer van een (mislukte) aanslag van de Italiaanse anarchist Gennaro Rubino.
- 21 - Aan boord van de USS Wisconsin ondertekenen de partijen in de Colombiaanse burgeroorlog een verdrag. De liberalen beëindigen hun gewapend verzet tegen de Colombiaanse regering.

december
- 23 - Camille Janssen neemt ontslag uit al zijn functies in de Congo Vrijstaat, uit onmacht om iets uit te richten tegen de koloniale uitbuiting.

zonder datum
- Frans-Guinee wordt opgenomen in Frans-West-Afrika.

- Frankrijk maakt geheime afspraken met Italië inzake neutraliteit.
- (Verenigd Koninkrijk) de Amerikaanse scheepsmagnaat John Pierpont Morgan doet een poging de Britse Cunard Line over te nemen.
- Sara Josephine Baker start haar werk binnen de volksgezondheid

## Muziek
- Franz Lehár componeert de operette Der Rastelbinder
- Claude Debussy componeert Pelléas et Mélisande
- Jules Massenet schrijft de opera Le jongleur de Notre-Dame
- Johan Halvorsen schrijft muziek bij het toneelstuk Kongen, de uitvoeringen van september 1902 gingen echter niet door.
- De eerste grammofoonplaat komt op de markt: de aria Vesti la giubba uit de opera I Pagliacci (1892), gezongen door Enrico Caruso. Er worden 1,2 miljoen exemplaren verkocht.

### Première
- 10 januari: de Symfonie nr. 1 van Kurt Atterberg
- 18 februari: de Legende voor viool en orkest van Christian Sinding
- 10 maart: Bucolic suite van Ralph Vaughan Williams
- 18 maart: Verklärte Nacht van Arnold Schönberg
- 5 april: Pavane pour une infante défunte, Maurice Ravel.
- 5 april: Sonate voor viool en piano (1902) van Albert Roussel
- 24 april: Symfonie in F van Gustav Holst
- 20 juni: Frank Bridges Berceuse (kamermuziek- en liedversie)
- 22 november: Pianotrio nr. 2 van Christian Sinding
- 9 december: Frank Bridges The hag

## Beeldende kunst

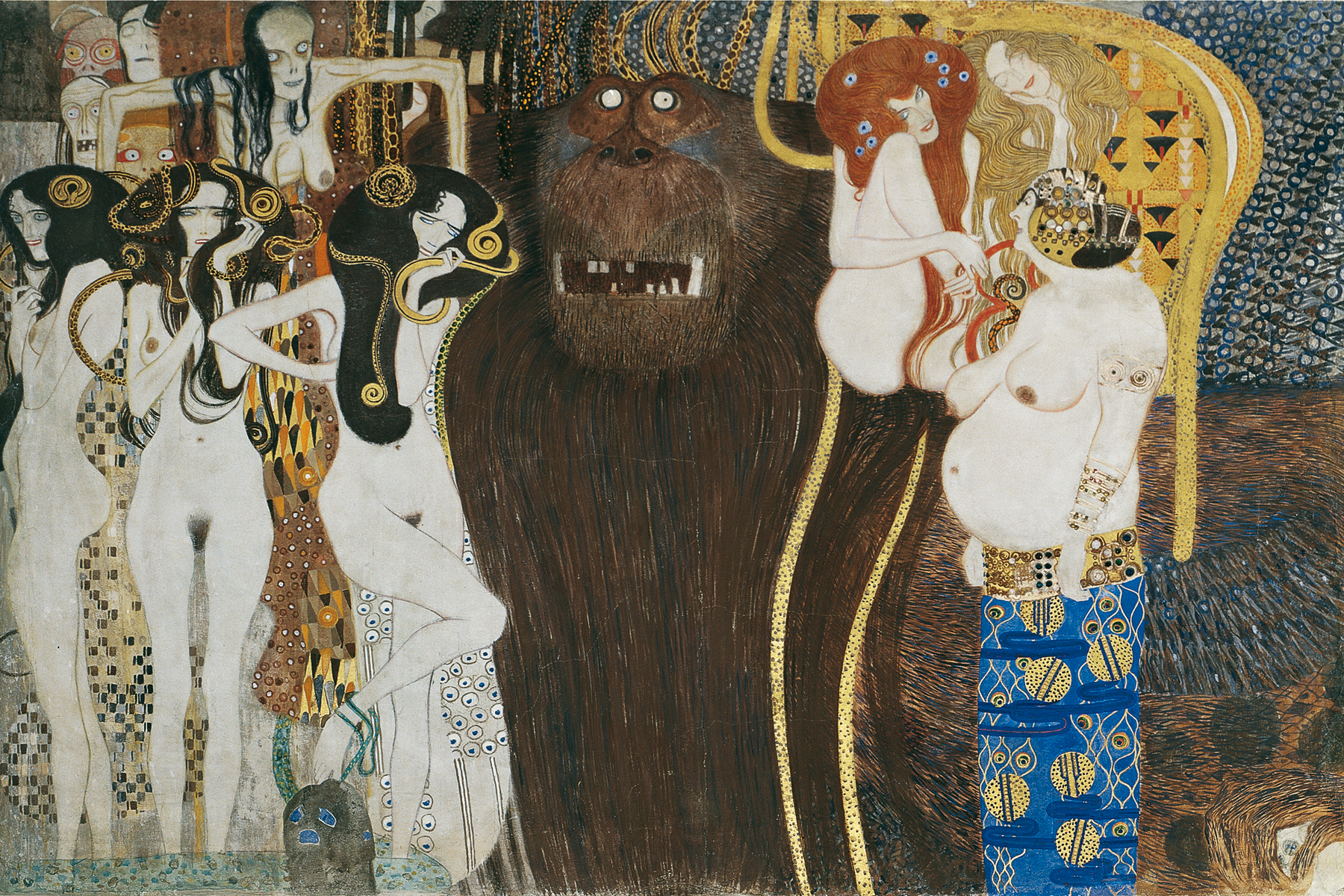
Beethovenfries (1902) Gustav Klimt, Secessionsgebouw Wenen
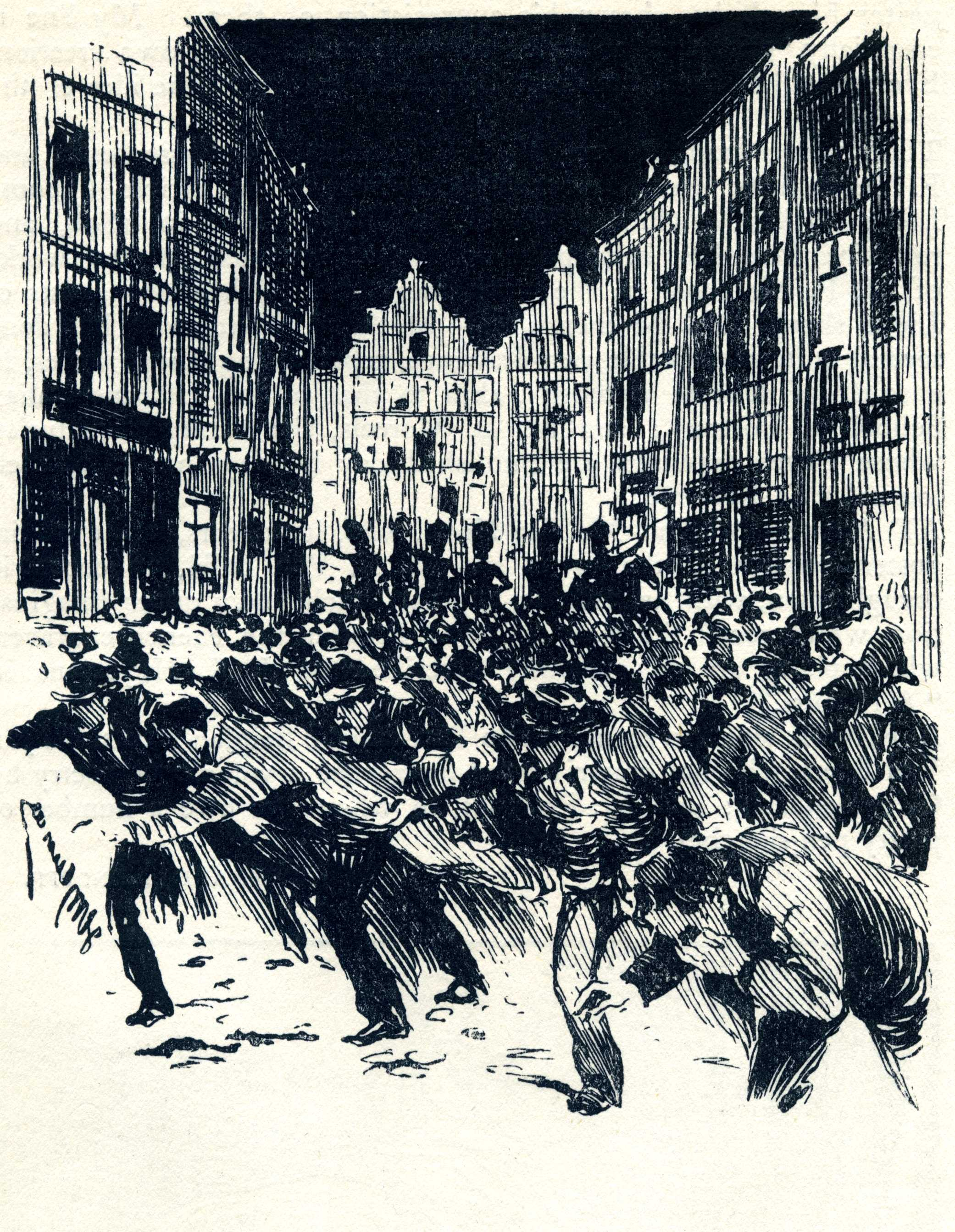
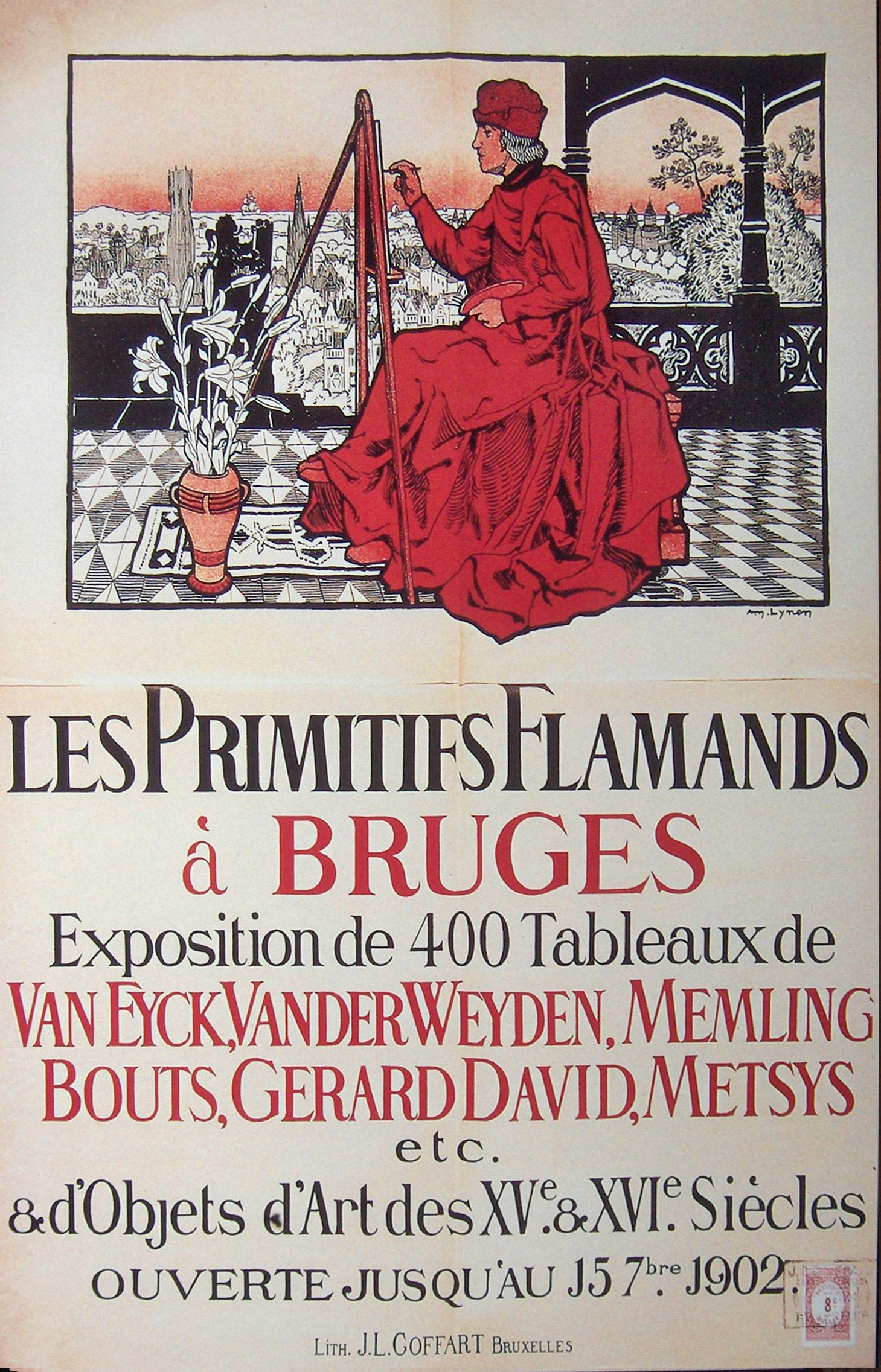
Les Primitifs Flamands à Bruges (1902), poster van Amédée Lynen

## Bouwkunst

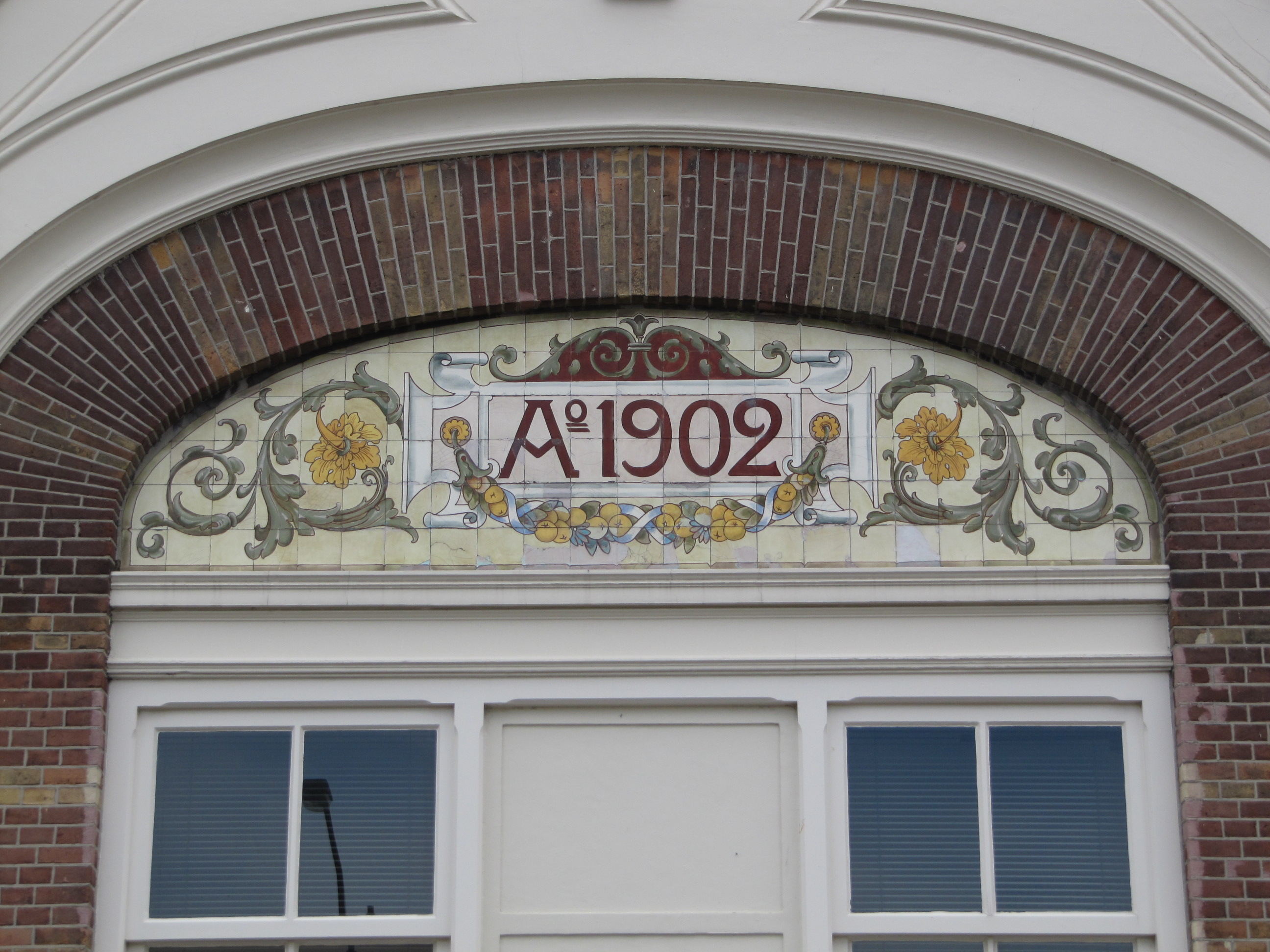
Dordrecht, Hallincqhof
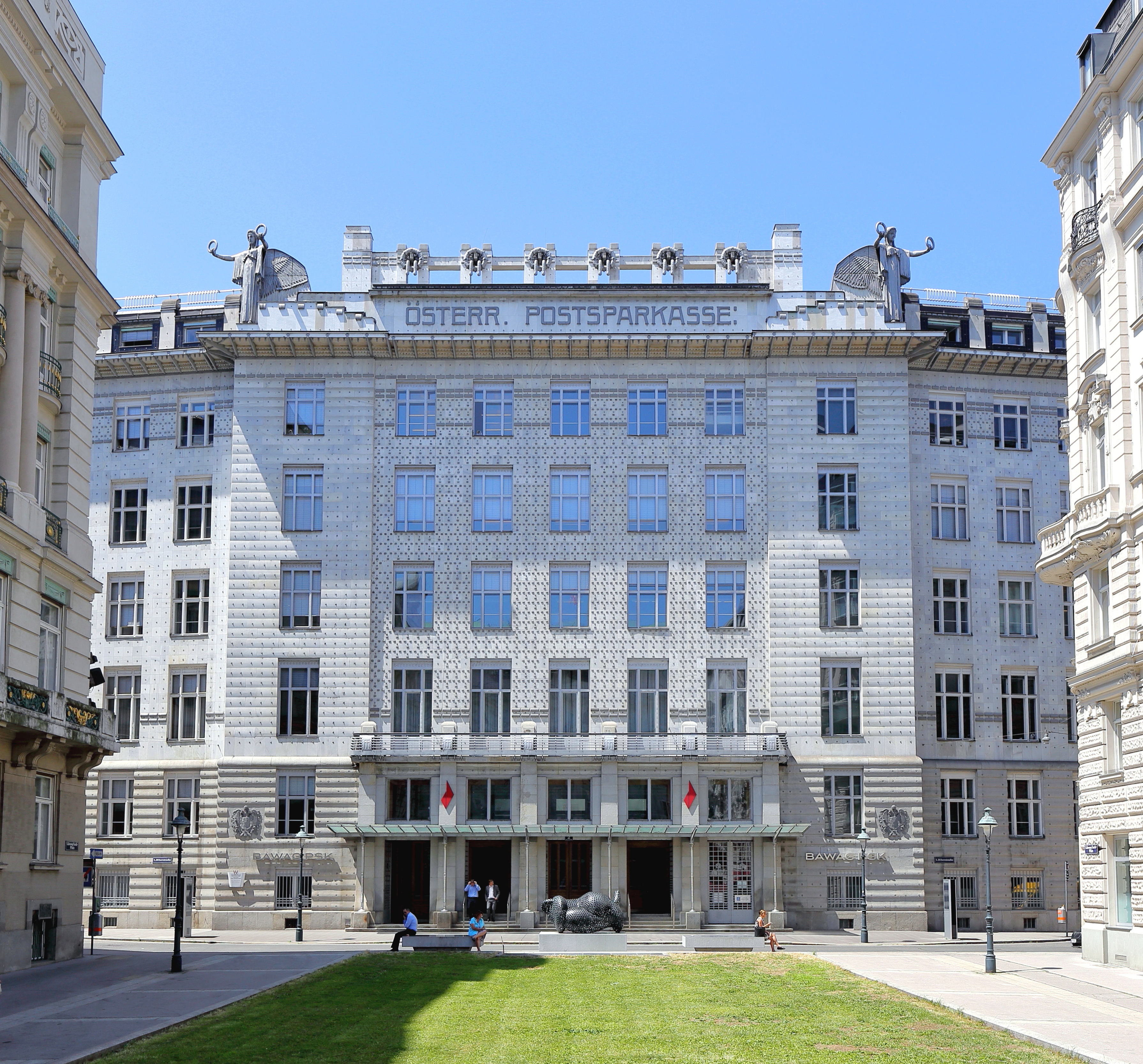
Postspaarbank, Wenen, Otto Wagner
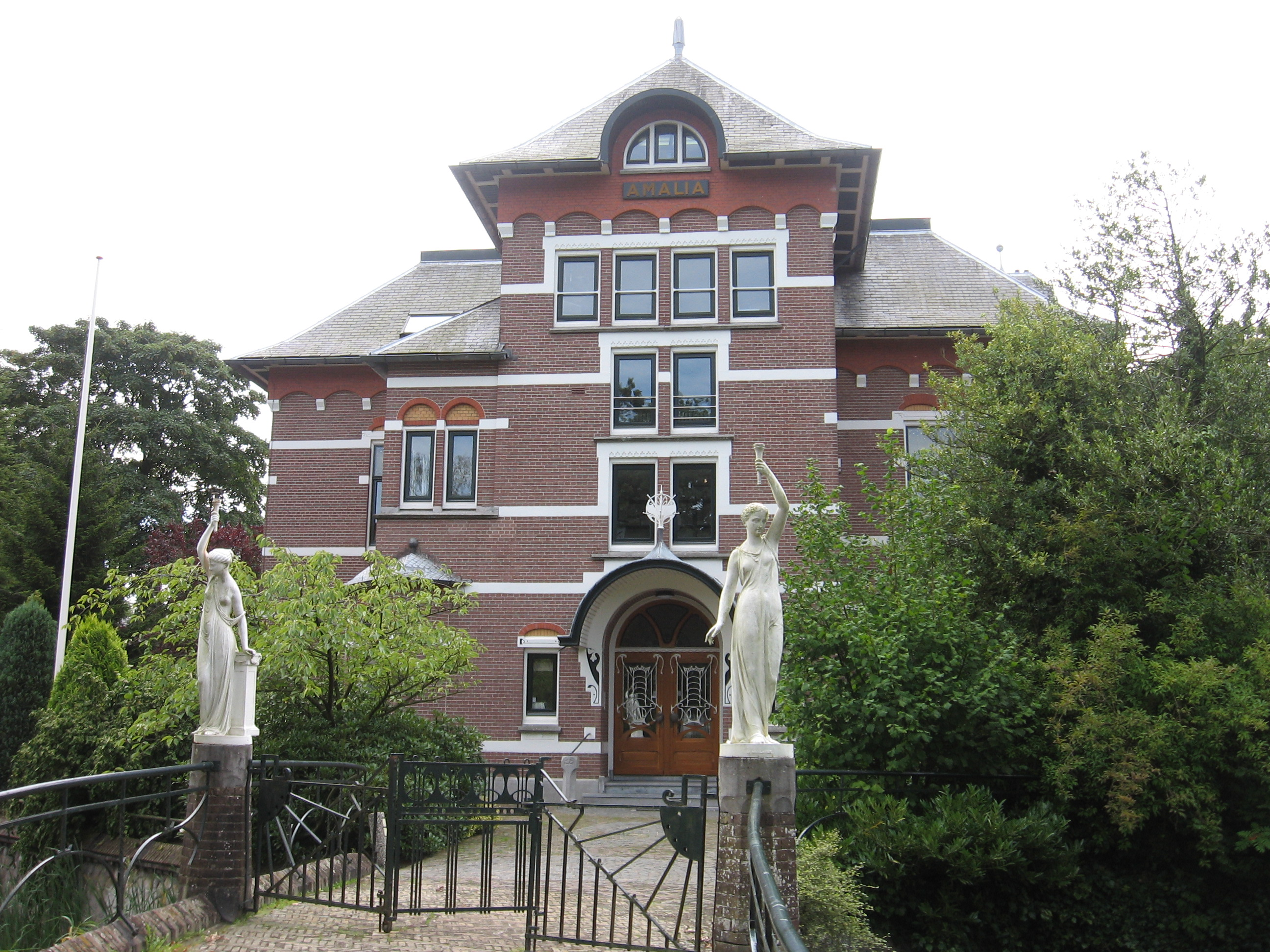
Villa Amalia, Bussum, Gerrit Jan Vos
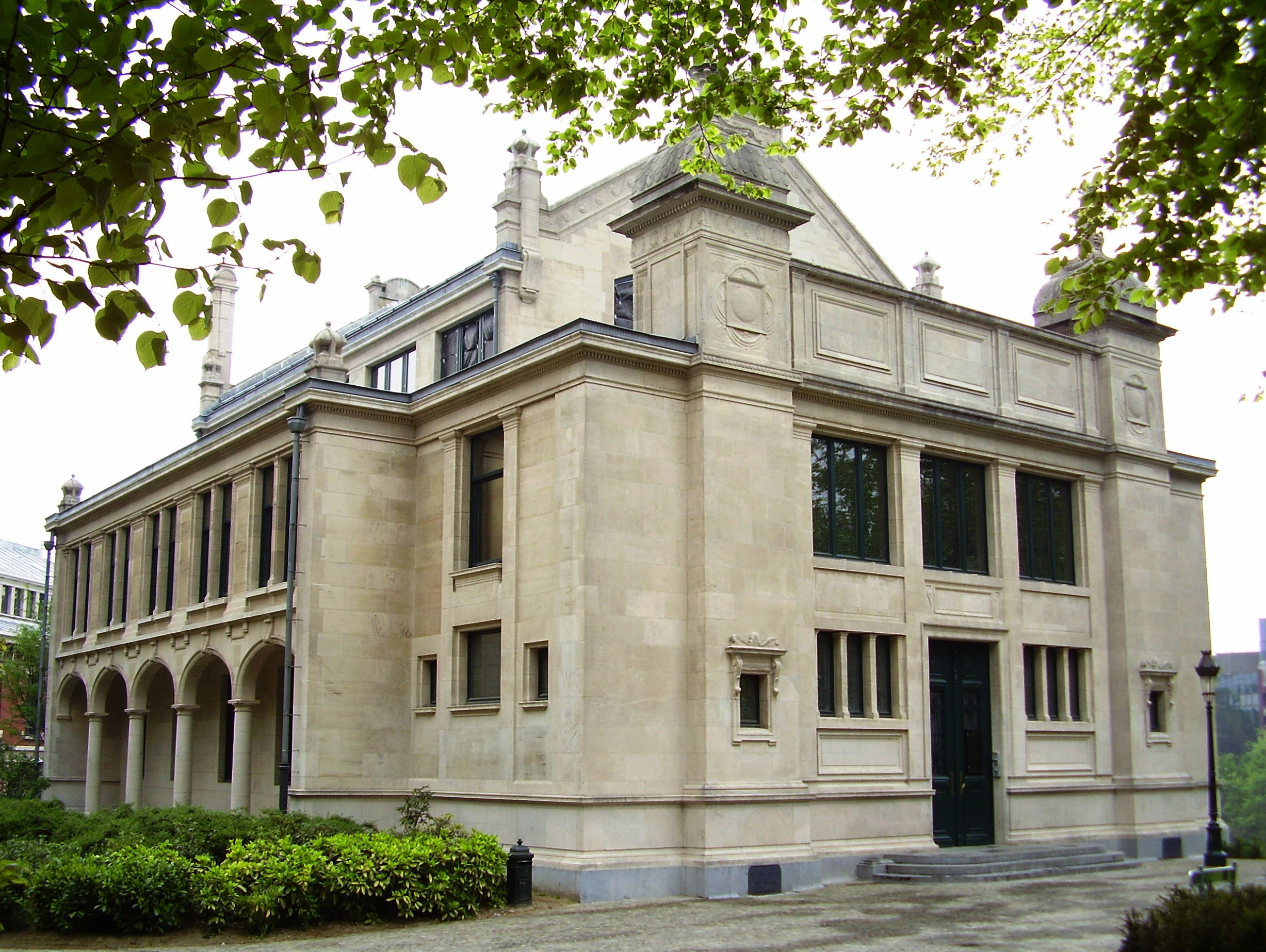
Bibliotheek Solvay, Brussel, Constant Bosmans en Henri Vandeveld

## Geboren

### januari
- 5 - Pierre Palla, Nederlands pianist, organist en koordirigent (overleden 1968)
- 5 - Adolfo Zumelzú, Argentijns voetballer (overleden 1973)
- 7 - Willy Ascherl, Duits voetballer (overleden 1929)
- 8 - Georgi Malenkov, Sovjet-Russisch politicus (overleden 1988)
- 8 - Carl Rogers, Amerikaans psycholoog (overleden 1987)
- 9 - Jozefmaria Escrivá, Spaans priester en heilige, oprichter van het Opus Dei (overleden 1975)
- 10 - Ida de Leeuw van Rees, Nederlands modemaakster en omroepmedewerkster (overleden 1987)
- 11 - Maurice Duruflé, Frans componist (overleden 1986)
- 14 - F.C. Terborgh, Nederlands diplomaat, schrijver en dichter (overleden 1981)
- 16 - Eric Liddell, Schots atleet en rugbyspeler (overleden 1945)
- 18 - Alie van den Bos, Nederlands gymnaste (overleden 2003)
- 25 - Jan Vogel, Nederlands accordeonist, componist en dirigent (overleden 1983)
- 30 - Gianbattista Guidotti, Italiaans autocoureur (overleden 1994)
- 31 - Alva Myrdal, Zweeds diplomate, politica en schrijfster (overleden 1986)
- 31 - Willy Spühler, Zwitsers politicus (overleden 1990)
- 31 - Julian Steward, Amerikaans antropoloog (overleden 1972)

### februari
- 2 - Josep Samitier, Spaans voetballer en voetbaltrainer (overleden 1972)
- 2 - John Tonkin, 20e premier van West-Australië (overleden 1995)
- 3 - Auguste Vos, Belgisch atleet (overleden ?)
- 4 - Charles Lindbergh, Amerikaans luchtvaartpionier (overleden 1974)
- 4 - Jean van Silfhout, Nederlands zwemmer, waterpoloër en roeier (overleden 1956)
- 9 - Gabriël Léon M'ba, president van Gabon (overleden 1967)
- 10 - Walter Brattain, Amerikaans natuurkundige en Nobelprijswinnaar (overleden 1987)
- 11 - Wijtske van Dijk-Meindersma, oudste mens van Nederland (overleden 2010)
- 21 - Gaston Etienne, Belgisch atleet (overleden 1995)
- 21 - Bob Scholte, Nederlands zanger (overleden 1983)
- 22 - Fritz Strassmann, Duits scheikundige (overleden 1980)
- 22 - Herma Szabo, Oostenrijks kunstschaatsster (overleden 1986)
- 23 - André Tassin, Frans voetballer (overleden 1987)
- 24 - Gladys Aylward, Brits protestants zendeling (overleden 1970)
- 25 - Oscar Cullmann, luthers theoloog (overleden 1999
- 26 - Albert Anastasia, Italiaans-Amerikaans crimineel (overleden 1957)
- 26 - Steef van Musscher, Nederlands atleet (overleden 1986)
- 27 - Ethelda Bleibtrey, Amerikaans zwemster (overleden 1978)
- 27 - Lúcio Costa, Braziliaans architect en stedenbouwkundige (overleden 1998)
- 27 - John Steinbeck, Amerikaans schrijver (overleden 1968)

### maart

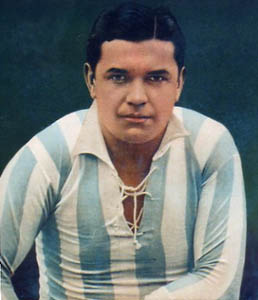
Manuel Seoane
geboren op 19 maart

- 2 - Willem Santema, Nederlands verzetsstrijder (overleden 1944)
- 9 - Will Geer, Amerikaans acteur (overleden 1978)
- 12 - Mució Miquel, Spaans wielrenner (overleden 1945)
- 15 - Henri Saint Cyr, Zweeds ruiter (overleden 1979)
- 16 - Victor Delhez, Belgisch beeldend kunstenaar en graficus  (overleden 1985)
- 19 - Louisa Ghijs, Belgische actrice (overleden 1985)
- 19 - Manuel Seoane, Argentijns voetballer (overleden 1975)
- 21 - Son House, Amerikaans blueszanger en gitarist (overleden 1988)
- 22 - Johannes Brinkman, Nederlands architect (overleden 1949)
- 24 - Thomas Dewey, Amerikaans politicus, gouverneur van  de staat New York (overleden 1971)
- 27 - Jos Wijnant, oudste man van Nederland (overleden 2010)
- 28 - Jan Zeegers, Nederlands atleet (overleden 1978)
- 26 - Robert Morrison, Brits roeier (overleden 1980)
- 30 - Brooke Astor, Amerikaans filantroop en society-koningin (overleden 2007)

### april

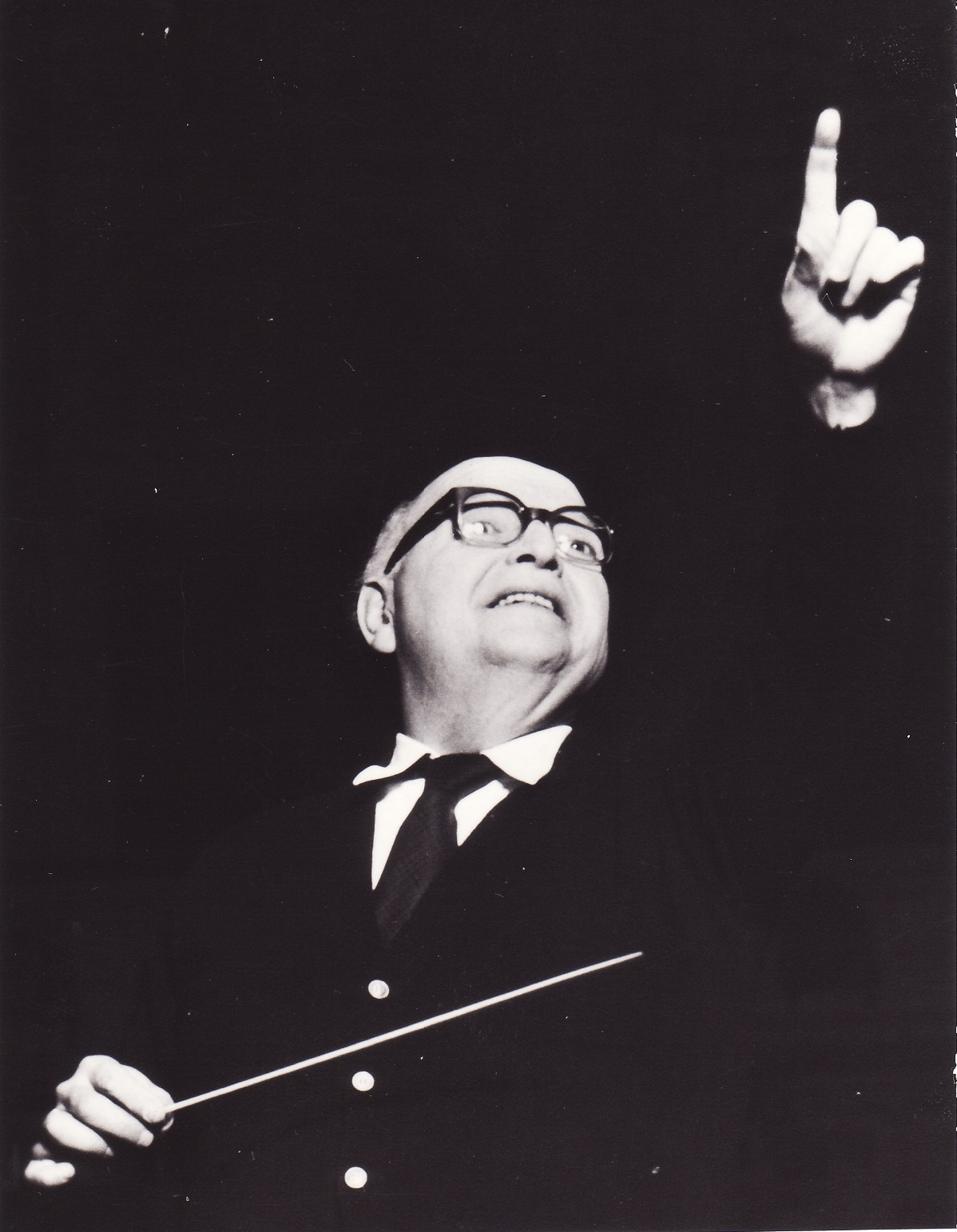
Josef Krips
geboren op 8 april

- 7 - Eduard Ellman-Eelma, Estisch voetballer (overleden 1941)
- 8 - Josef Krips, Oostenrijks dirigent (overleden 1974)
- 11 - Max Abegglen, Zwitsers voetballer (overleden 1970)
- 12 - Louis Beel, Nederlands minister-president (overleden 1977)
- 17 - Anton Beuving, Nederlands tekstschrijver (overleden 1977)
- 17 - Cy Marshall, Amerikaans autocoureur (overleden 1974)
- 18 - Giuseppe Pella, Italiaans staatsman (overleden 1981)
- 18 - Ben Stroman, Nederlands journalist en schrijver (overleden 1985)
- 23 - Halldór Laxness, IJslands schrijver en Nobelprijswinnaar (overleden 1998)
- 27 - Rudolf Schoeller, Zwitsers autocoureur (overleden 1978)
- 29 - Gerardus Huysmans, Nederlands politicus (overleden 1948)

### mei
- 3 - Alfred Kastler, Frans natuurkundige en Nobelprijswinnaar (overleden 1984)
- 4 - Cola Debrot, Antilliaans schrijver en politicus (overleden 1981)
- 4 - Cornelis Geurtz, Nederlands oudste inwoner van 2011 tot zijn dood (overleden 2012)
- 6 - Max Ophüls, Duits-Frans filmregisseur (overleden 1957)
- 8 - André Michael Lwoff, Frans microbioloog en Nobelprijswinnaar (overleden 1994)
- 10 - Anatole Litvak, Oekraïens-Amerikaans regisseur, filmproducent en scenarioschrijver (overleden 1974)
- 10 - David O. Selznick, Amerikaans filmproducent (overleden 1965)
- 16 - Jan Kiepura, Pools zanger (overleden 1966)
- 21 - Marcel Breuer, Hongaars-Amerikaans (interieur)architect en meubelontwerper (overleden 1981)
- 25 - Calvin Fuller, Amerikaans natuur- en scheikundige (overleden 1994)
- 26 - Karel Cuypers, Vlaams sterrenkundige en humanist (overleden 1986)
- 29 - Eva May, Oostenrijks actrice (overleden 1924)
- 30 - Giuseppina Projetto-Frau, Italiaans supereeuweling (overleden 2018)

### juni

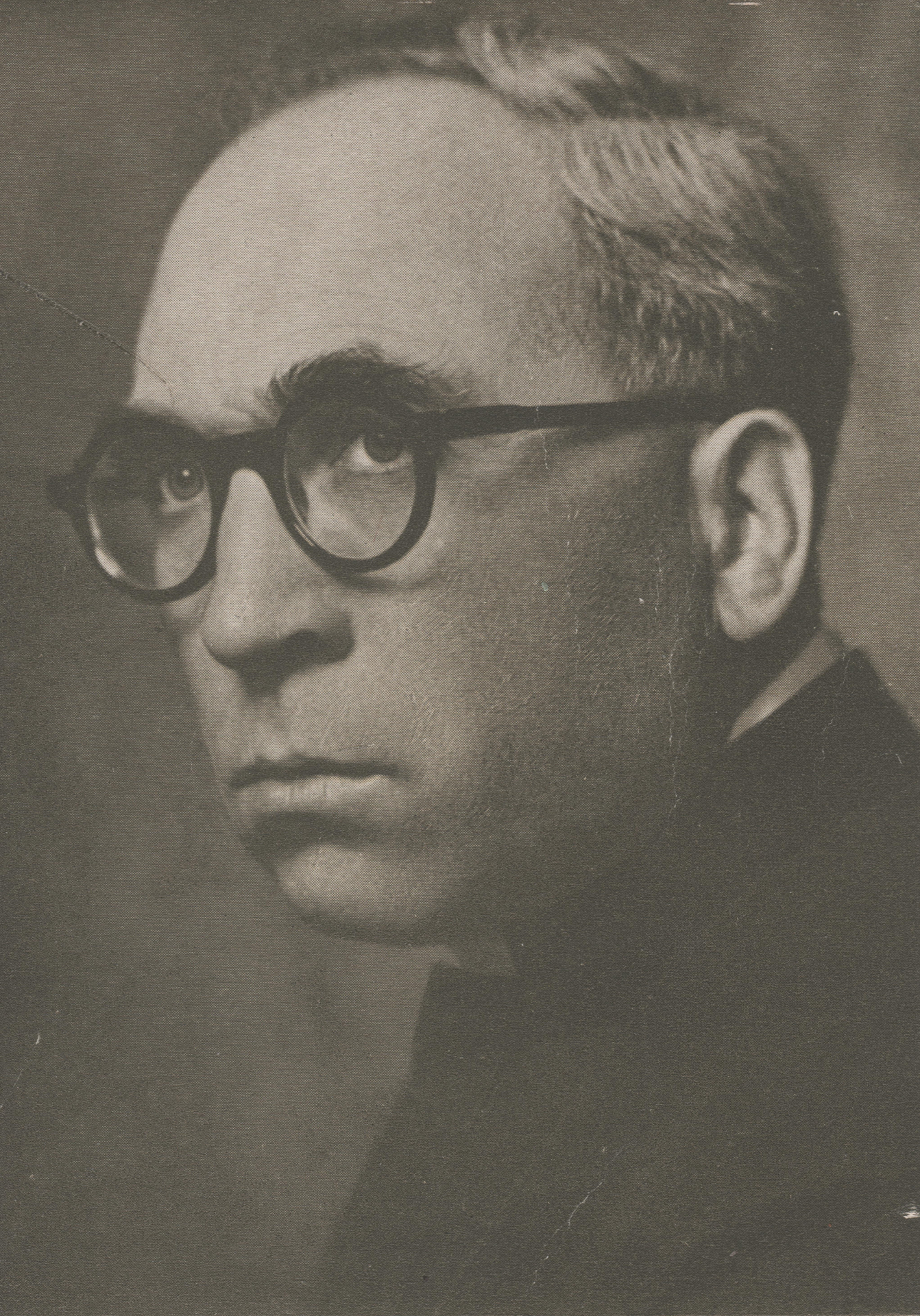
Antoon Aarts
geboren op 10 juni

- 2 - René Lunden, Belgisch bobsleeër (overleden 1942)
- 4 - Charles Moureaux, Waals/Brussels politicus (overleden 1976)
- 9 - Skip James, Amerikaans bluesmuzikant (overleden 1969)
- 10 - Antoon Aarts, Vlaams priester (overleden 1978)
- 15 - Erik Erikson, Duits psycholoog (overleden 1994)
- 16 - Barbara McClintock, Amerikaans botanicus en Nobelprijswinnares (overleden 1992)
- 19 - Hugo Väli, Estisch voetballer (overleden 1943)
- 20 - Juan Evaristo, Argentijns voetballer (overleden 1975)
- 21 - Carlos Schneeberger, Chileens voetballer (overleden 1973)
- 22 - Arnold Jan d'Ailly, Nederlands politicus; burgemeester van Amsterdam 1946-1956 (overleden 1967)
- 27 - Leon Pichay, Filipijns schrijver en dichter (overleden 1970)
- 28 - Pierre Brunet, Frans kunstschaatser (overleden 1991)
- 28 - Richard Rodgers, Amerikaans componist en theaterproducent (overleden 1994)

### juli
- 1 - William Wyler, Duits-Amerikaans regisseur (overleden 1981)
- 5 - Henry Cabot Lodge jr., Amerikaans politicus (overleden 1985)
- 9 - Jutta Balk, Lets-Duits kunstenaar en poppenmaker (overleden 1987)
- 10 - Kurt Alder, Duits scheikundige en Nobelprijswinnaar (overleden 1958)
- 11 - Samuel Goudsmit, Nederlands-Amerikaans natuurkundige (overleden 1978)
- 14 - Moderato Wisintainer, Braziliaans voetballer (overleden 1986)
- 16 - Aleksandr Loeria, Russisch neuropsychologe (overleden 1977)
- 17 - Arnold Pihlak, Estisch voetballer (overleden 1982)
- 18 - Josepha Mendels, Nederlands Engelandvaarster, schrijfster en actrice (overleden 1995)
- 19 - Chet Miller, Amerikaans autocoureur (overleden 1953)
- 20 - Paul Harteck, Oostenrijks fysisch chemicus (overleden 1985)
- 21 - Belcampo, Nederlands schrijver (overleden 1990)
- 22 - Andrés Mazali, Uruguayaans voetballer, atleet en basketballer (overleden 1975)
- 22 - Robert Puttemans, Belgisch architect (overleden 1978)
- 28 - Karl Popper, Oostenrijks-Brits wetenschapsfilosoof (overleden 1986)

### augustus
- 1 - Hendrik Johan Kruls, Nederlands militair en zakenman (overleden 1975)
- 7 - Douglas Lowe, Brits atleet (overleden 1981)
- 7 - Paolo Sturzenegger, Zwitsers voetballer (overleden 1970)
- 8 – Paul Dirac, Engels natuurkundige, Nobelprijswinnaar (overleden 1984)
- 10 - Gerlacus Moes, Nederlands zwemmer (overleden 1965)
- 10 - Arne Tiselius, Zweeds biochemicus en Nobelprijswinnaar (overleden 1971)
- 11 - Alfredo Binda, Italiaans wielrenner (overleden 1986)
- 12 - Mohammed Hatta, Indonesisch politicus (overleden 1980)
- 13 - Felix Wankel, Duits uitvinder van de wankelmotor (overleden 1985)
- 15 - Jan Campert, Nederlands dichter en schrijver (overleden 1943)
- 16 - Joeri Rjorich, Russisch tibetoloog en sinoloog (overleden 1960)
- 22 - Leni Riefenstahl, Duits cineaste, filmregisseuse en fotografe (overleden 2003)
- 25 - Stefan Wolpe, Amerikaans componist (overleden 1972)

### september
- 1 - Riccardo Morandi, Italiaans civiel ingenieur en architect (overleden 1989)
- 4 - Gijsberta van Garderen, Nederlandse verzetsstrijdster (overleden 1996)
- 5 - Darryl F. Zanuck, Amerikaans filmproducent (overleden 1979)
- 7 - Chris Broerse, Nederlands landschapsarchitect (overleden 1995)
- 8 - Nico Donkersloot, Nederlands letterkundige en hoogleraar (overleden 1965)
- 9 - Fred Tootell, Amerikaans atleet (overleden 1964)
- 16 - Ernst-Aleksandr Joll, Estisch voetballer (overleden 1935)
- 16 - Nixa, Peruaans schrijver (overleden 2009)
- 16 - Boy van Wilgenburg, Nederlands zwemmer (overleden 1955)
- 17 - Catharina Hesterman, Nederlands schoonspringster (overleden 1982)
- 19 - Pieter Jan Bouman, Nederlands socioloog, hoogleraar en geschiedschrijver (overleden 1977)
- 21 - Ilmari Salminen, Fins atleet (overleden 1986)
- 24 - Ayatollah Ruhollah Khomeini, Iraans sjiitisch leider (overleden 1989)
- 26 - Charles Eley, Brits roeier (overleden 1983)
- 28 - Anton Bicker Caarten, Nederlands molendeskundige en schrijver (overleden 1990)
- 30 - Piet Lieftinck, Nederlands politicus (overleden 1989)

### oktober
- 2 - Pjotr Galperin, Russisch psycholoog (overleden 1988)
- 2 - Sjaak Köhler, Nederlands zwemmer en waterpoloër (overleden 1970)
- 4 - Gerrit van As, Nederlands verzetsstrijder in WOII (overleden 1942)
- 6 - Piet van Boxtel, Nederlands voetballer (overleden 1991)
- 10 - Dick Ket, Nederlands kunstschilder (overleden 1940)
- 11 - Bruno Müller, Duits roeier (overleden 1975)
- 12 - Adriaan Paulen, Nederlands atleet, sportbestuurder en verzetsman (overleden 1985)
- 16 - Willem Michiels van Kessenich, Nederlands politicus (overleden 1992)
- 17 - Ale Algra, Nederlands schrijver (overleden 1970)
- 22 - Egbertje Leutscher-de Vries. voormalig oudste inwoner van Nederland (overleden 2014)
- 27 - Elizabeth Lupka, Duits SS-lid (overleden 1949)
- 30 - María Izquierdo, Mexicaans kunstschilderes (overleden 1955)

### november
- 1 - Eugen Jochum, Duits dirigent (overleden 1987)
- 2 - Marius Holtrop, Nederlands president van De Nederlandsche Bank (overleden 1988)
- 4 - Pierre Verger, Frans fotograaf en etnoloog (overleden 1996)
- 6 - Alfred Dattner, Zwitsers autocoureur (overleden 1993)
- 9 - Anthony Asquith, Brits regisseur, producent en acteur (overleden 1968)
- 9 - Bernd Eistert, Duits chemicus (overleden 1978)
- 17 - Eugene Wigner, Hongaars-Amerikaans natuurkundige en Nobelprijswinnaar (overleden 1995)
- 20 - Philipp Schmitt, Duits oorlogsmisdadiger (overleden 1950)
- 26 - William Kanerva, Fins voetballer (overleden 1956)
- 26 - Gerrit van der Veen, Nederlands verzetsheld (overleden 1944)
- 29 - Carlo Levi, Italiaans schrijver en kunstschilder (overleden 1975)

### december
- 12 - Adele Dunlap, Amerikaans supereeuwelinge (overleden 2017)
- 12 - Antonio José Martínez Palacios, Spaans componist (overleden 1936)
- 14 - Joseph Vander Wee, Belgisch atleet en politicus (overleden 1978)
- 15 - Nudie Cohn, Oekraïens-Amerikaans modeontwerper (overleden 1984)
- 16 - Henk Keemink, Nederlands atleet (overleden 1985)
- 18 - Ernst Grönlund, Fins voetballer (overleden 1968)
- 20 - George Edward Alexander Windsor, hertog van Kent en de vierde zoon van George V van het Verenigd Koninkrijk (overleden 1942)
- 20 - Louis Major, Belgisch politicus (overleden 1985)
- 24 - Walter Dietrich, Zwitsers voetballer (overleden 1979)
- 28 - Hans Pulver, Zwitsers voetballer en voetbalcoach (overleden 1977)
- 31 - Roy Rowland, Amerikaans filmregisseur (overleden 1995)

## Overleden

### januari
- 7 - John Brett (70), Engels kunstschilder
- 9 - Gustave Rolin-Jaequemyns (66), jurist, diplomaat, adviseur van Rama V, een van de grondleggers van het moderne internationale recht.
- 20 - Aubrey Thomas de Vere (88), Iers dichter en criticus

### februari
- 7 - Thomas Sidney Cooper (98), Engels landschapsschilder
- 22 - Johannes Reitsma (64), Nederlands theoloog

### maart
- 2 - Albert Rubenson (72), Zweeds componist en violist
- 10 - C.Y. O'Connor (59), Iers ingenieur en ontwerper van belangrijke projecten in West-Australië
- 26 - Cecil Rhodes (48), Brits imperialist

### mei
- 7 - Agostino Roscelli (83), Italiaans priester, ordestichter en heilige
- 14 - Jacques Leijh (45), Nederlands architect

### juni
- 8 - Marcantonio Pacelli (98), Italiaans jurist en adviseur van het Vaticaan
- 11 - Henry Appenzeller (44), Amerikaans predikant en zendeling
- 28 - Edouard Castres (64), Zwitsers kunstenaar

### juli
- 6 juli - Maria Goretti (11), heilige van de Rooms-Katholieke kerk
- 23 juli - Elsa Neumann (29), Duits natuurkundige
- 27 juli - Gustave Pierre Trouvé (63), Franse elektrotechnicus en uitvinder

### augustus
- 4 - Taco Mesdag (72), Nederlands bankier en kunstschilder
- 8 - John Henry Twachtman (49), Amerikaans kunstschilder

### september
- 1 - Jacobus Cornelis Bloem (80), Nederlands politicus
- 5 - Rudolf Virchow (80), Duits arts
- 6 - Frederick Augustus Abel (75), Brits scheikundige
- 8 - Josse Cooreman (75), Belgisch politicus
- 16 - Alexander Willem Michiel van Hasselt (88), Nederlands toxicoloog en natuuronderzoeker
- 19 - Marie Henriëtte van Oostenrijk (66), Oostenrijks aartshertogin en getrouwd met Leopold II, koning der Belgen
- 28 - Iosif Ivanovici (~57), Roemeens componist en dirigent
- 29 - Émile Zola (62), Frans schrijver

### oktober
- 11 - Douwe Lubach (86), Nederlands medicus en schrijver
- 31 - Cornélie Huygens (54), Nederlandse schrijver en feministe

### december
- 29 - Constance Stone (46), Australisch arts

## Weerextremen in België
- januari: Januari met laagste zonneschijnduur: 36 uur (normaal 65 uur).
- 10 februari: 35 cm sneeuw in Ukkel: dikste sneeuwlaag in de loop van de eeuw.
- 7 mei: Nog restjes sneeuw in Ukkel : een record voor deze tijd van het jaar.
- 14 mei: Sneeuwt in groot deel van het land. Voor Ukkel meest laattijdige sneeuw van de eeuw. In de Ardennen sneeuwdikten tot 11 cm in La Roche-en-Ardenne. Op 3h15' tijd 200mm neerslag in Leuven.
- 20 mei: Koudste mei-decade van de eeuw in Ukkel: gemiddelde temperatuur 6,2 °C.
- mei: Mei met laagste gemiddelde maximumtemperatuur: 12,2 °C (normaal 17,2 °C).
- mei: Mei met laagste gemiddelde minimumtemperatuur: 5,3 °C (normaal 8,3 °C).
- mei: Mei met laagste gemiddelde temperatuur: 8,5 °C (normaal 12,7 °C).
- 11 juni: Minimumtemperatuur blijft onder het vriespunt (–0,3 °C) in Pâturages (Colfontaine).
- 26 juli: Tornado veroorzaakt schade in de streek rond Fraire (Walcourt).
- 2 september: Tornado veroorzaakt een grote ravage in Kortemark, er zijn verschillende zwaargewonden.
- 10 september: Tornado in Neeroeteren (Maaseik).
- 12 september: Tornado in Schellebelle (Wichelen).
- Jaarrecord: Net als in 1917, 1956 en 1963 koudste winter van de eeuw: 8,4 °C (normaal : 9,7 °C).

Bron: KMI Gegevens Ukkel 1901-2003  met aanvullingen 